# Utomparlamentarism
Utomparlamentarism är ett uttryck för organisationers inställning att det i vissa fall är riktigt att bedriva politik utan att ha eller söka parlamentarisk representation. Utomparlamentarism är ingen politisk ideologi. Den innebär att man anser att politiska förändringar skall göras direkt i samhället av de berörda, istället för att beslutas och genomföras av politiska organ såsom kommunfullmäktige, landstingsfullmäktige, riksdagen eller regeringen. Ett närbesläktat begrepp är direkt aktion.
Utomparlamentarismen är ett väldigt vitt begrepp som innefattar många organisationer, vars minsta gemensamma nämnare är att de endast arbetar utanför parlamentarismens ramar. Istället vill de genomföra politiska förändringar i samhället genom någon form av aktioner eller påtryckningar mot de folkvalda. Att inte stödja parlamentariska partier eller ställa upp i parlamentariska val förenar det som kallas utomparlamentariska grupper. Det finns exempel på både reformistisk och revolutionär utomparlamentarism.
Grupperingar som inte räknas till de utomparlamentariska men som använder närbesläktade metoder är de som håller på med lobbying.